# James Niblock
James F. Niblock (Scappoose, 1 november 1917 - East Lansing, 3 januari 2018) is een Amerikaans componist, muziekpedagoog, dirigent en violist.

## Levensloop
Niblock studeerde viool bij Franck Eichenlaub in Portland en bij Jascha Brodsky in Philadelphia. Hij studeerde aan de Staatsuniversiteit van Washington en behaalde aldaar zijn Bachelor of Arts alsook zijn Bachelor of Education. Van 1942 tot 1946 deed hij zijn dienst bij de Amerikaanse luchtmacht. Na de oorlog studeerde hij viool bij Josef Gingold en compositie bij Roy Harris en Paul Hindemith aan het Colorado College in Colorado Springs. Zijn studies voltooide hij aan de Universiteit van Iowa in Iowa City waar hij in 1954 met zijn Symfonie voor orkest tot Ph.D. (Philosophiæ Doctor) promoveerde.
In 1948 werd hij docent en later professor voor muziektheorie en compositie aan het "College of Music" van de Michigan State University in East Lansing. In deze functie was hij 15 jaar hoofd van de muziekafdeling en bleef aan deze faculteit hij tot zijn pensionering in 1985. Als violist was hij verbonden aan het "Beaumont String Quartet" en als concertmeester aan het "Lansing Symphony Orchestra". Sindsdien hij met pensioen gegaan is brengt hij zich regelmatig in als docent en dirigent bij de zomercursussen van het "Blue Lake Fine Arts Camp" in Muskegon County, Michigan. In de periode van 1975 tot 1985 ging hij met het "Blue Lake International Youth Orchestra" op concertreis naar Europa en was bij het "International Blue Lake Youth Camp" in Beieren.
Als componist heeft hij meer dan 150 werken op zijn naam staan waarvan rond 80 gepubliceerd zijn. Hij componeerde voor naast alle genres zoals muziektheater, werken voor orkest, harmonieorkest, missen en kerkmuziek, vocale muziek en kamermuziek.

## Composities

### Werken voor orkest
- 1950 Concert, voor viool en orkest
- 1954 Symfonie, voor orkest  (Ph.D. proefschrift compositie)
- 1957 Kamersymfonie, voor orkest
- 1958 Three American Dances, voor orkest
- 1962 Trigon, voor strijkorkest
- 1962 Midwestern Sketches, voor orkest
- 1963 Three Cantos, voor orkest
- 1964 Symfonische ouverture, voor orkest
- 1965 Elegia, voor strijkorkest
- 1968 Concert, voor contrabas en orkest
- 1976 Lullaby, voor orkest
- 1987 Soliloquy, voor viool solo en strijkorkest
- 1998 Dubbelconcert nr. 1, voor viool, klarinet en orkest
- 2007 Dubbelconcert nr. 2, voor viool, klarinet en orkest

### Werken voor harmonieorkest
- 1952 Symfonie, voor harmonieorkest
- 1957 Soliloque and Dance, voor harmonieorkest
- 1965 Rondino, voor harmonieorkest
- 1968 La Folia Variations, voor harmonieorkest
- 1985 Centella, voor harmonieorkest
- 1985 Concertino, voor eufonium en harmonieorkest (geschreven voor Leonard Falcone)
- 1986 The Art of the Fugue by Johann Sebastian Bach, voor harmonieorkest (geschreven ter gelegenheid van de 300e verjaardag van de componist)
- 1988 Fanfare nr. 1, voor koperblazers en slagwerk
- 1992 Fanfare, voor harmonieorkest

### Missen en andere kerkmuziek
- 1956 Mass, voor driestemmig mannenkoor a capella
- 1961 Entreat Me Not To Leave Thee, voor gemengd koor - tekst: boek Ruth uit het Oude Testament
- 1964 Six short motets, voor gemengd koor en piano
  1. How Lovely is thy Dwelling Place
  2. Sing to the Heavens
  3. Lo, the Winter is Past
  4. Praise Him, Kings and People
  5. All the Earth shall Adore Him
  6. Hosanna
- 1965 Songs of Solomon, voor zesstemmig gemengd koor
- 1965 Vanity of Vanities, voor gemengd koor, koperensemble en slagwerk - tekst: Prediker
- 1965 A Time for Every Purpose, voor gemengd koor - tekst: Prediker
- 1965 The Song of Moses, voor gemengd koor - tekst: Deuteronomium:32
- 1966 Canticle of Moses, voor gemengd koor en kamerorkest - tekst: Exodus:15
- 1970 Sing Aloud Unto God, voor gemengd koor - tekst: psalm 81
- 1971 I am Alpha and Omega, voor gemengd koor en harmonieorkest - tekst: Openbaring van Johannes:22
- 1999 None Other Lamb; None Other Name, voor gemengd koor - tekst: Christina Rossetti
- 2004 Christmas Night, voor gemengd koor - tekst: Benjamin Baldus
- 2004 Two Introits, voor gemengd koor
  1. Praise Him Kings and People
  2. How Lovely is Thy Dwelling Place
- 2004 Wither Thou Goest, I Will Go, voor gemengd koor
- He is born on Christmas day, voor gemengd koor
- Holy art thou, voor gemengd koor

### Muziektheater

#### Opera's
| Voltooid in | titel                                                 | aktes                  | première       | libretto                                                           |
| ----------- | ----------------------------------------------------- | ---------------------- | -------------- | ------------------------------------------------------------------ |
|             | Ruth                                                  | 2 bedrijven en epiloog |                | van de componist gebaseerd op het boek Ruth uit het Oude Testament |
|             | The Last Leaf                                         | 1 akte                 |                | Helen Niblock gebaseerd op het korte verhaal van O. Henry          |
| 2009        | Ruth and Naomi, gereviseerde versie van de opera Ruth | 1 akte                 | 2009, Michigan | Helen Niblock                                                      |

#### Balletten
| Voltooid in | titel  | aktes       | première                                                                                  | libretto | choreografie   |
| ----------- | ------ | ----------- | ----------------------------------------------------------------------------------------- | -------- | -------------- |
| 2005        | Ballet | 3 bedrijven | 2005, Muskegon County, Blue Lake fine Arts Camp, ter gelegenheid van het 40-jarig bestaan |          | Jefferson Baum |

### Vocale muziek

#### Werken voor koor
- 1950 A Clear Midnight, voor mannenkoor - tekst: Walt Whitman
- 1950 Let It Be Forgotten, voor vrouwenkoor - tekst: Sara Teasdale
- 1960 Lullaby, voor gemengd koor - tekst: van de componist
- 1963 Never a Child as He, tweestemmig canon voor unisonokoor en piano
- 1967 Cindy, voor gemengd koor
- 1967 He Is Born On Christmas Day, voor gemengd koor
- 1967 Somebody's tall and handsome, voor gemengd koor
- 1983 Stars, Songs, Faces, voor gemengd koor - tekst: Carl Sandburg
- 1990 That Music Always Round Me, voor gemengd koor en orkest
- Michigan State University Fight song., voor samenzang en harmonieorkest (of orkest)

#### Liederen
- 1947 Gods, voor bas en piano - tekst: Walt Whitman
- 1949 God’s  World, voor mezzosopraan en piano - tekst: Edna St. Vincent Millay
- 1950 Autumn Fields, voor contra-alt en piano - tekst: van de componist
- 1964 Never a Child as He, voor sopraan, alt en piano
- 1987 This Earth, voor sopraan, bariton en piano - tekst: Gwen Frostic
- 2002 Three songs, voor sopraan en piano - tekst: Hildegard von Bingen
- 2004 Wedding Song: Come With Me, voor sopraan en orgel - tekst: De wijsheid van Salomo
- A Circle, voor zangstem en piano
- The Sun, Moon, and Stars, voor zangstem en piano
- The Wind, voor zangstem en piano

### Kamermuziek
- 1949 Sextet, voor dwarsfluit, hobo, klarinet, hoorn, fagot en piano
- 1950 Aria, voor viool en piano
- 1955 Strijkkwartet nr. 1
- 1956 Margo Evan's Tapestries, voor dwarsfluit, viool, cello en harp
- 1957 Odilon Redon Suite, voor altviool en cello
- 1959 Tryptich, voor koperensemble en pauken
- 1960 Strijkkwartet nr. 2
- 1968 Jubilus, voor orgel en piano
- 1973 Quintet, voor viool, altviool, cello, hobo en hoorn
- 1980 Trio, voor viool, klarinet en piano
- 1985 Trombonekwartet
- 1990 Trio Fantasy, voor viool, klarinet en piano
- 1994 Il penseroso e allegro, voor klarinet, viool en piano
- 1994 Fanfare, voor koperblazers en slagwerk
- 1995 Terzina, voor klarinet, viool en piano
- 1996 Dulciana, voor altblokfluit en piano
- 1996 Medieval suite, voor klarinet, viool en piano[2][3][4]
- 1996 Octet, voor acht trompetten
- 1997 Aria and Rondo, voor viool en piano
- 1997 Dialogue, voor altviool en piano
- 1997 Paganiana, voor klarinet, viool en piano
- 1997 Palindrome, voor klarinet, viool en piano
- 1998 Three miniatures, voor hobo en cello
- 1998 Colloquy, voor klarinet, trompet, piano en slagwerk
- 1999 Sonata, voor hobo en piano
- 1999 Sonata, voor viool en altviool
- 2001 Pentangle, voor dwarsfluit, althobo en gitaar
- 2002 We, voor klarinet en viool
- 2003 Quatredecatet, voor 14 klarinetten
- 2003 Four vignettes, voor klarinet en piano
- 2003 Petite Concertante, voor trompet solo en koperkwintet
- 2005 Canto, voor contrabas en piano
- 2006 Poco a poco fuoco, voor contrabas en piano
- Clarolin, voor klarinet en viool
- Panorama, voor altblokfluit en piano

### Werken voor orgel
- 1951 Toccata
- 1966 Prelude

### Werken voor piano
- 1954 Sonate nr. 1

## Media
1. ↑  https://www.dignitymemorial.com/obituaries/east-lansing-mi/james-niblock-7709727. Gearchiveerd op 14 december 2019.
2. ↑  Medieval suite - Trio (1/3) door Elsa Ludewig Verdehr (klarinet), Walter Verdehr (viool) en Silvia Roederer (piano). Gearchiveerd op 13 augustus 2023.
3. ↑  Medieval suite - Trio (2/3) door Elsa Ludewig Verdehr (klarinet), Walter Verdehr (viool) en Silvia Roederer (piano). Gearchiveerd op 27 september 2016.
4. ↑  Medieval suite - Trio (3/3) door Elsa Ludewig Verdehr (klarinet), Walter Verdehr (viool) en Silvia Roederer (piano). Gearchiveerd op 13 augustus 2023.

- Bibsys: 11012461
- Biblioteca Nacional de España: XX1800429
- Bibliothèque nationale de France: cb14124605n (data)
- Catàleg d'autoritats de noms i títols de Catalunya: 981058515849306706
- CiNii: DA11107469
- Gemeinsame Normdatei: 143568523
- International Standard Name Identifier: 0000 0001 1455 5793
- Library of Congress Control Number: nr96031904
- Virtual International Authority File: 115854293
- WorldCat: E39PBJyGYMpbDDxRypXCBvTT73